# Leiden American Pilgrim Museum
Het Leiden American Pilgrim Museum is een klein museum in de Nederlandse stad Leiden gewijd aan de Pilgrim Fathers (of kortweg Pilgrims). Deze Engelse puriteinse vluchtelingen verbleven zo'n 12 jaar in Leiden, tot 1620, toen ze met de Mayflower de oversteek naar de Nieuwe Wereld maakten. Hun eerste oogstviering daar wordt nog steeds jaarlijks herdacht in de Verenigde Staten met het Thanksgiving-feest.
Het Leiden American Pilgrim Museum is gevestigd aan Beschuitsteeg 9, naast de klokkentoren van de Hooglandse Kerk, in een huis uit ca. 1365-1370. Het museum wordt beheerd door de stichting Leiden American Pilgrim Museum Foundation en is geopend van donderdag tot en met zaterdag van 1 tot 5 uur 's middags.
Doel van het museum is om "de realiteit achter de mythe van de Pilgrims" te tonen. In dit huis is een woning uit de tijd van de Pilgrims gereconstrueerd om bezoekers te laten zien hoe de Pilgrims in werkelijkheid leefden. Ook toont het museum een collectie van 16e- en 17e-eeuwse kaarten en gravures van onder meer Gerard Mercator en Adriaen Pietersz. van de Venne.
In 2009 was het 400-jarig jubileum van de komst van de Pilgrims naar Leiden gemarkeerd met onder meer een tentoonstelling en de publicatie van verschillende boeken, waaronder Strangers and Pilgrims, Travellers and Sojourners - Leiden and the Foundations of Plymouth Plantation. Het museum zal uitgebreid worden met een nog te restaureren kamer waarin 17e-eeuwse etsen getoond worden. De middeleeuwse schouw in deze kamer zal gebruikt worden om aandacht te schenken aan de kook- en eetgewoontes van de Pilgrims.

## Afbeeldingen

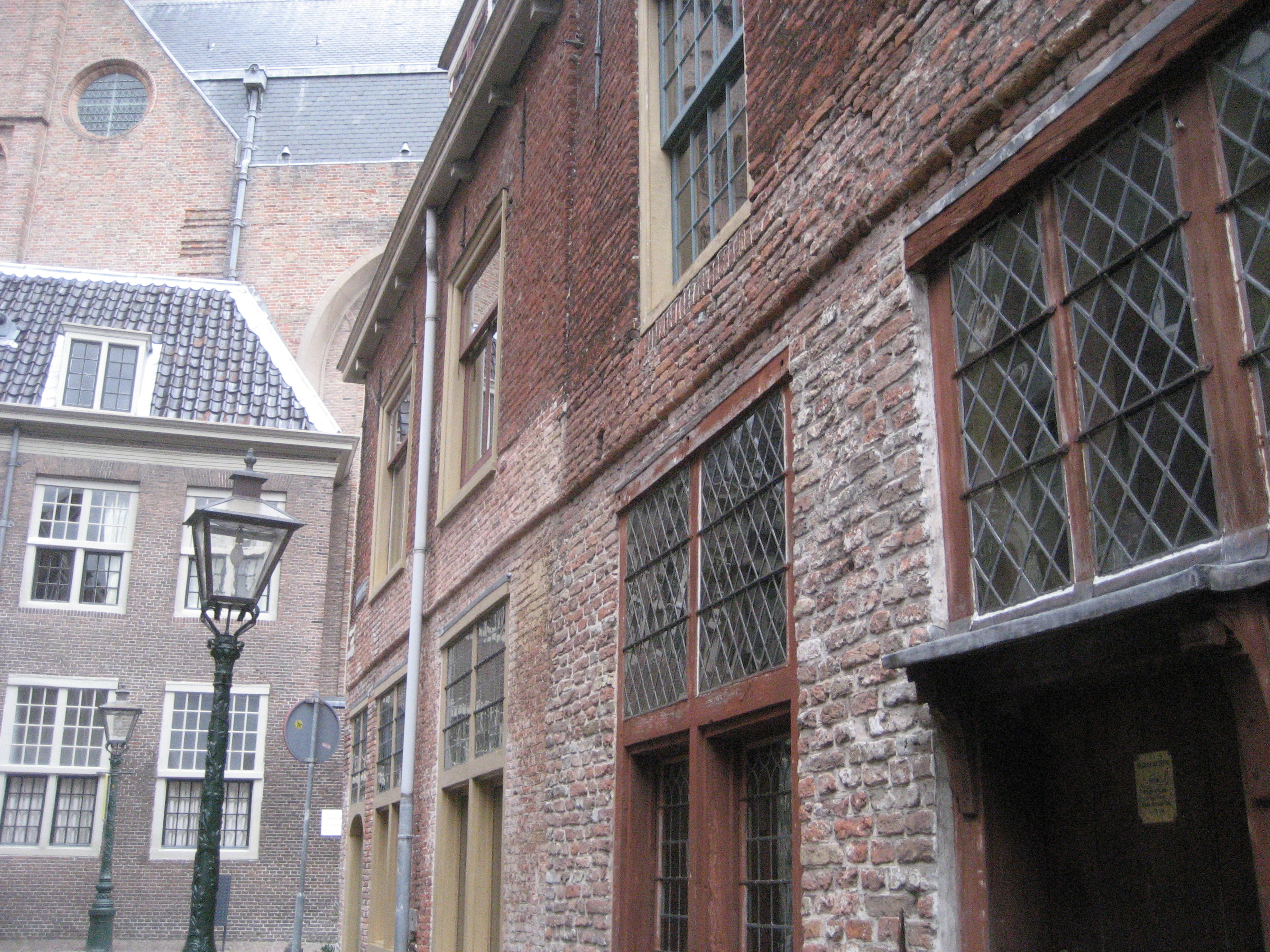
Museum
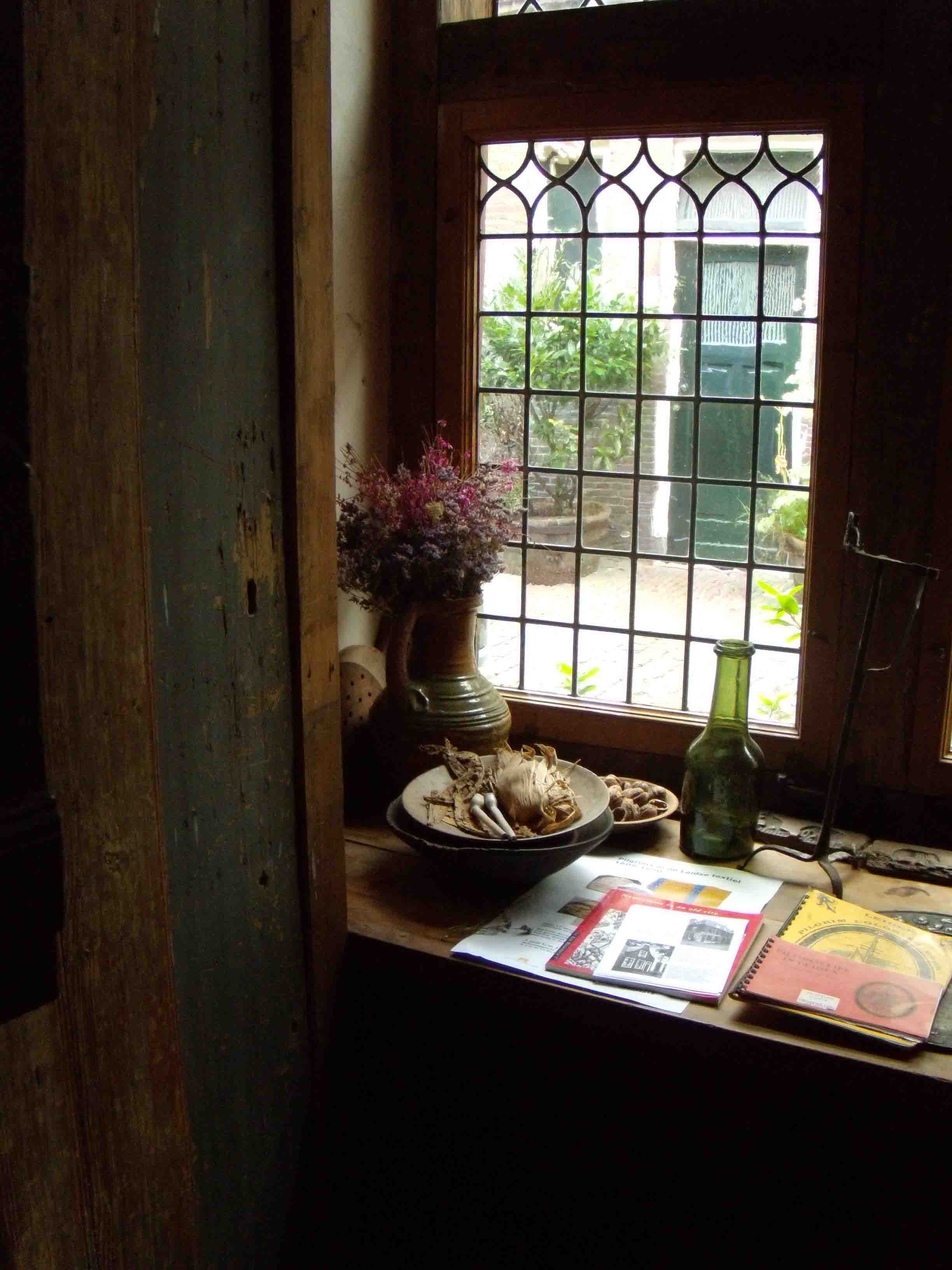
Interieur
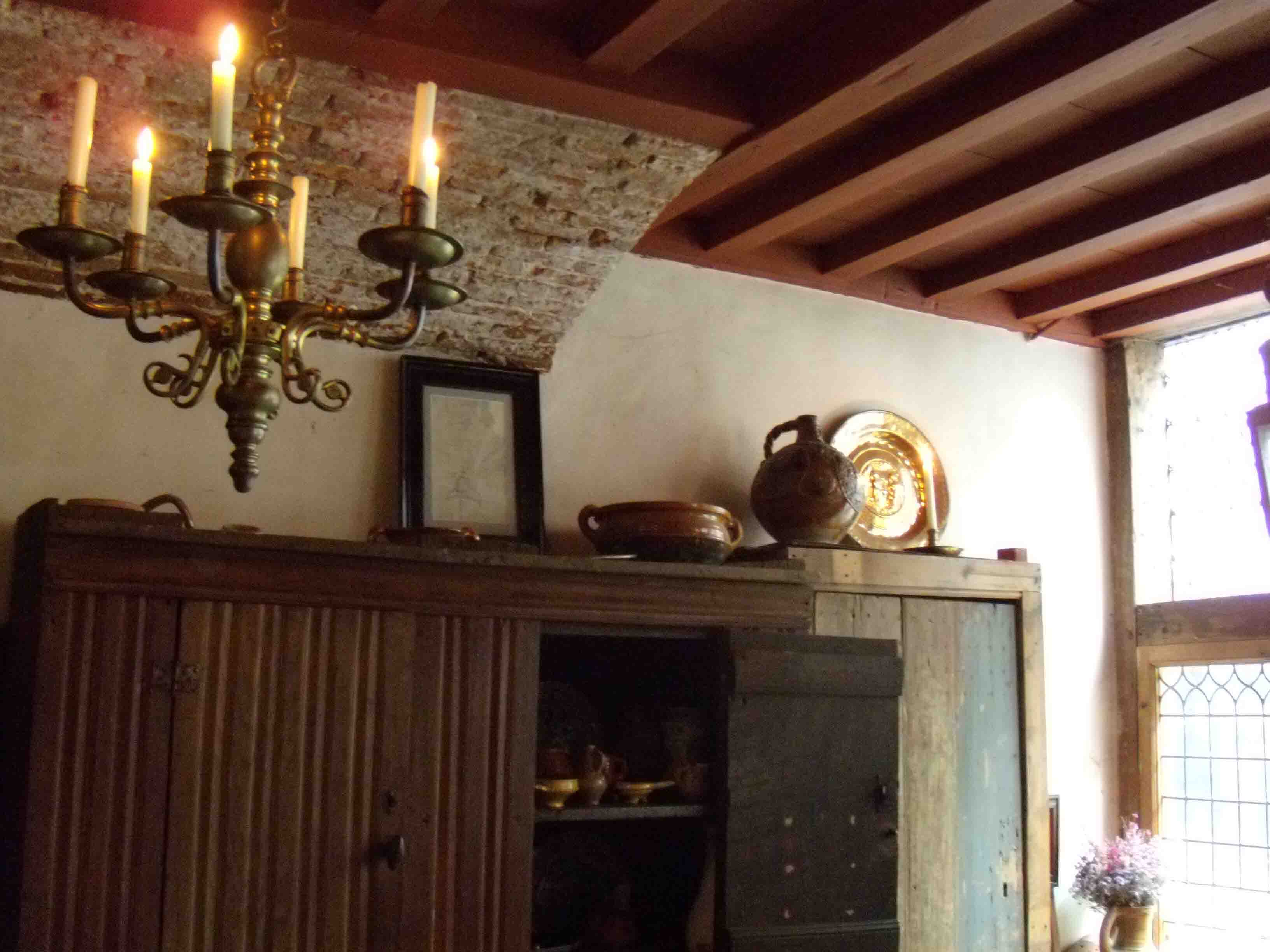
Interieur
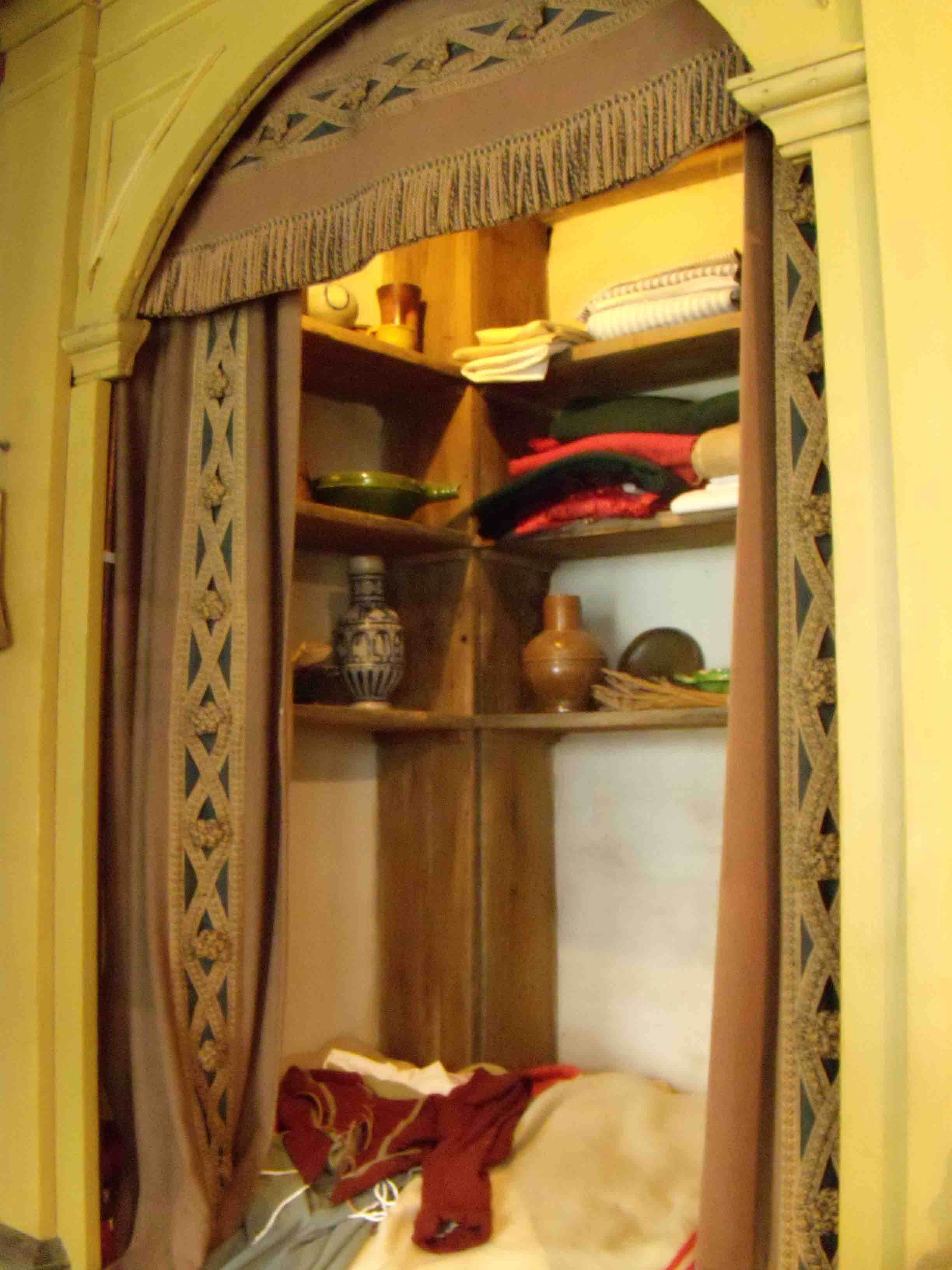
Bedstede
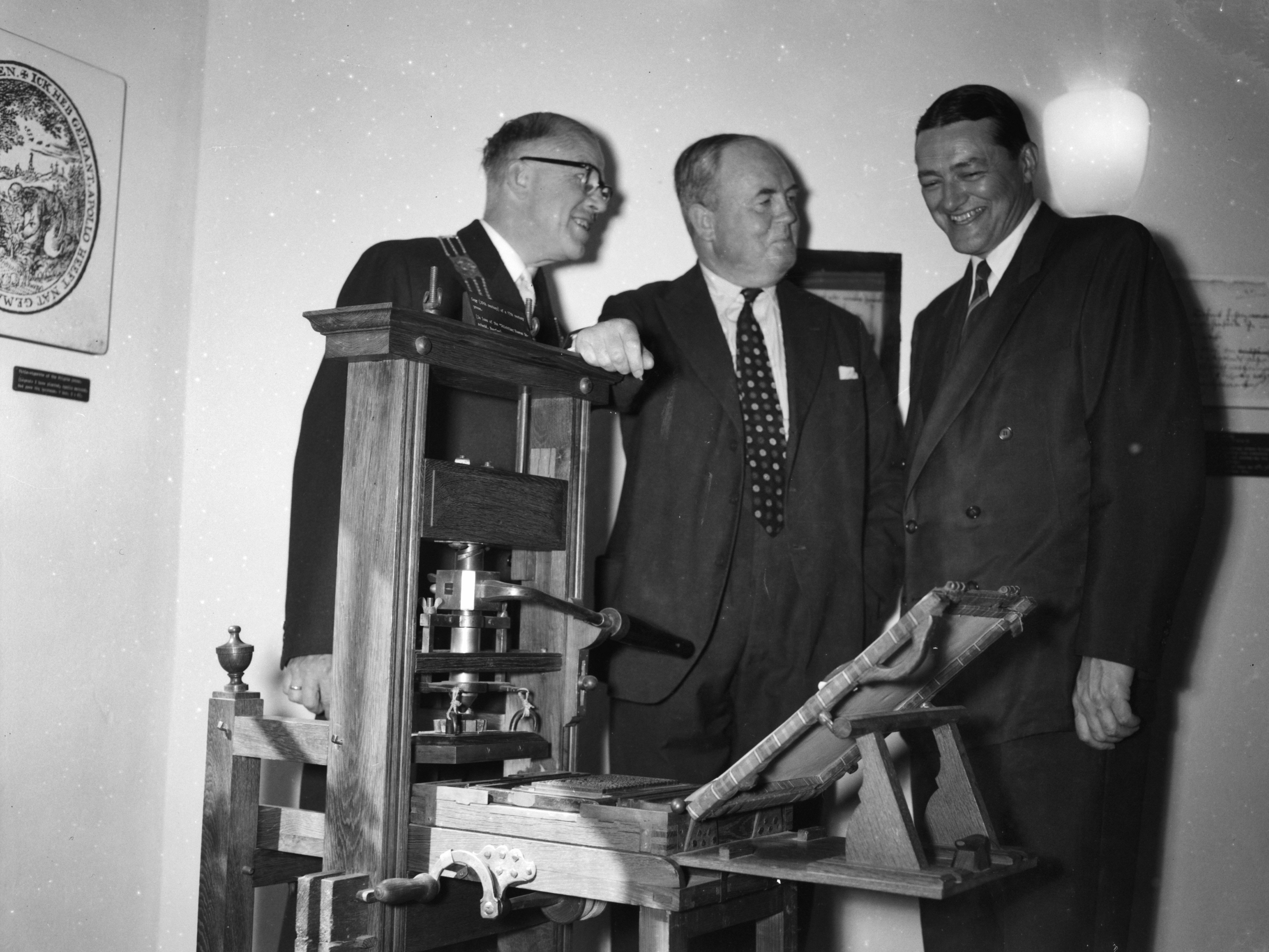
Opening van het museum in 1958

## Gerelateerde musea
Het Regionaal Archief Leiden onderhoudt een eigen afdeling over de Pilgrims onder de naam Pilgrim Archives Leiden. In Plymouth (Massachusetts) is ook een museum over de Pilgrims gevestigd, het Pilgrim Hall Museum.